# Лукас Арнольд Кер
Лукас Арнольд Кер (ісп. Lucas Arnold Ker; нар. 12 жовтня 1974) — колишній аргентинський тенісист.
Найвищу одиночну позицію світового рейтингу — 77 місце досяг 20 липня 1998, парну — 21 місце — 8 березня 2004 року.
Здобув 2 одиночні та 15 парних титулів.
Найвищим досягненням на турнірах Великого шолома був півфінал в парному розряді.
Завершив кар'єру 2016 року.

## Фінали Туру ATP за кар'єру

### Парний розряд: 33 (15–18)
| Легенда                                     |
| ------------------------------------------- |
| Турніри Великого шолома (0–0)               |
| Фінали Світового туру ATP (0–0)             |
| Серія Мастерс 1000 Світового Туру ATP (0–0) |
| Серія 500 Світового туру ATP (0–5)          |
| Серія 250 Світового туру ATP (15–13)        |

| Титули за покриттям |
| ------------------- |
| Тверде (0–1)        |
| Ґрунт (15–15)       |
| Трава (0–0)         |
| Килим (0–2)         |

| Титули за типом корту |
| --------------------- |
| Відкритий (15–16)     |
| Закритий (0–2)        |

| Результат | В-П   | Дата     | Турнір                           | Рівень           | Покриття | Партнер          | Суперники                             | Рахунок                 |
| --------- | ----- | -------- | -------------------------------- | ---------------- | -------- | ---------------- | ------------------------------------- | ----------------------- |
| Перемога  | 1–0   | Сер 1996 | Сан-Марино, Сан-Марино           | Світова серія    | Ґрунт    | Пабло Альбано    | Маріано Худ Себастьян Прієто          | 6–1, 6–3                |
| Поразка   | 1–1   | Жов 1996 | Valencia Open, Іспанія           | Світова серія    | Ґрунт    | Пабло Альбано    | Лукас Арнолд Джек Вейт                | 7–6, 3–6, 4–6           |
| Перемога  | 2–1   | Чер 1999 | Merano Open, Італія              | Світова серія    | Ґрунт    | Жайме Онсінс     | Марк-Кевін Гелльнер Ерік Тайно        | 6–4, 7–6(7–1)           |
| Перемога  | 3–1   | Сер 1999 | Сан-Марино, Сан-Марино           | Світова серія    | Ґрунт    | Маріано Худ      | Петр Пала Павел Візнер                | 6–3, 6–2                |
| Перемога  | 4–1   | Вер 1999 | Majorca Open, Іспанія            | Світова серія    | Ґрунт    | Томас Карбонелл  | Альберто Берасатегі Франсіско Ройг    | 6–1, 6–4                |
| Перемога  | 5–1   | Жов 1999 | Бухарест, Румунія                | Світова серія    | Ґрунт    | Мартін Гарсія    | Марк-Кевін Гелльнер Франсіско Монтана | 6–3, 2–6, 6–3           |
| Поразка   | 5–2   | Лют 2000 | Pacific Coast Championships, США | Світова серія    | Тверде   | Ерік Тайно       | Ян-Майкл Гембілл Скотт Гамфріс        | 1–6, 4–6                |
| Перемога  | 6–2   | Бер 2000 | Богота, Колумбія                 | Серія Інтернешнл | Ґрунт    | Пабло Альбано    | Жоан Бальсельс Маурісіо Хадад         | 7-6(7–4), 1–6, 6–2      |
| Поразка   | 6–3   | Лип 2000 | Stuttgart Open, Німеччина        | Інтернешнл Ґолд  | Ґрунт    | Доналд Джонсон   | Їржі Новак (тенісист) Давід Рікл      | 7–5, 2–6, 3–6           |
| Перемога  | 7–3   | Лют 2001 | Movistar Open, Чилі              | Серія Інтернешнл | Ґрунт    | Томас Карбонелл  | Маріано Худ Себастьян Прієто          | 6–4, 2–6, 6–3           |
| Перемога  | 8–3   | Лют 2001 | Буенос-Айрес, Аргентина          | Серія Інтернешнл | Ґрунт    | Томас Карбонелл  | Маріано Худ Себастьян Прієто          | 5–7, 7–5, 7–6(7–5)      |
| Поразка   | 8–4   | Лют 2002 | Movistar Open, Чилі              | Серія Інтернешнл | Ґрунт    | Луїс Лобо        | Гастон Етліс Мартін Родрігес          | 3–6, 4–6                |
| Поразка   | 8–5   | Кві 2002 | Барселона, Іспанія               | Інтернешнл Ґолд  | Ґрунт    | Гастон Етліс     | Майкл Гілл Даніель Вацек              | 4–6, 4–6                |
| Поразка   | 8–6   | Лип 2002 | Кіцбюель, Австрія                | Інтернешнл Ґолд  | Ґрунт    | Алекс Корретха   | Роббі Куніґ Сімада Томас              | 6–7(3–7), 4–6           |
| Перемога  | 9–6   | Вер 2002 | Палермо, Італія                  | Серія Інтернешнл | Ґрунт    | Луїс Лобо        | Франтішек Чермак Леош Фридль          | 6–4, 4–6, 6–2           |
| Поразка   | 9–7   | Лют 2003 | Буенос-Айрес, Аргентина          | Серія Інтернешнл | Ґрунт    | Давід Налбандян  | Маріано Худ Себастьян Прієто          | 2–6, 2–6                |
| Поразка   | 9–8   | Кві 2003 | Estoril Open, Португалія         | Серія Інтернешнл | Ґрунт    | Маріано Худ      | Магеш Бгупаті Максим Мирний           | 1–6, 2–6                |
| Перемога  | 10–8  | Тра 2003 | Валенсія, Іспанія                | Серія Інтернешнл | Ґрунт    | Маріано Худ      | Браян Макфі Ненад Зімоньїч            | 6–1, 6–7(7–9), 6-4      |
| Поразка   | 10–9  | Лип 2003 | Swedish Open, Швеція             | Серія Інтернешнл | Ґрунт    | Маріано Худ      | Сімон Аспелін Массімо Бертоліні       | 7–6(7–3), 0–6, 4–6      |
| Перемога  | 11–9  | Вер 2003 | Палермо, Італія                  | Серія Інтернешнл | Ґрунт    | Маріано Худ      | Франтішек Чермак Леош Фридль          | 7-6(8–6), 6–7(3–7), 6–3 |
| Поразка   | 11–10 | Жов 2003 | Swiss Indoors, Швейцарія         | Серія Інтернешнл | Килим    | Маріано Худ      | Марк Ноулз (тенісист) Деніел Нестор   | 4–6, 2–6                |
| Перемога  | 12–10 | Лют 2004 | Буенос-Айрес, Аргентина          | Серія Інтернешнл | Ґрунт    | Маріано Худ      | Федеріко Бровне Дієґо Веронельї       | 7–5, 6–7(2–7), 6–4      |
| Поразка   | 12–11 | Лип 2003 | Кіцбюель, Австрія                | Інтернешнл Ґолд  | Ґрунт    | Мартін Гарсія    | Франтішек Чермак Леош Фридль          | 3–6, 5–7                |
| Перемога  | 13–11 | Вер 2004 | Бухарест, Румунія                | Серія Інтернешнл | Ґрунт    | Маріано Худ      | Хосе Акасусо Оскар Ернандес           | 7–6(7–5), 6–1           |
| Перемога  | 14–11 | Жов 2004 | Палермо, Італія                  | Серія Інтернешнл | Ґрунт    | Маріано Худ      | Гастон Етліс Мартін Родрігес          | 7–5, 6–2                |
| Поразка   | 14–12 | Жов 2004 | Swiss Indoors, Швейцарія         | Серія Інтернешнл | Килим    | Маріано Худ      | Боб Браян Майк Браян                  | 6–7(9–11), 2–6          |
| Поразка   | 14–13 | Кві 2005 | Валенсія, Іспанія                | Серія Інтернешнл | Ґрунт    | Маріано Худ      | Фернандо Гонсалес Мартін Родрігес     | 4–6, 4–6                |
| Перемога  | 15–13 | Тра 2005 | Санкт-Пеллен, Австрія            | Серія Інтернешнл | Ґрунт    | Пол Генлі        | Мартін Дамм Маріано Худ               | 6–3, 6–4                |
| Поразка   | 15–14 | Сер 2005 | Orange Warsaw Open, Польща       | Серія Інтернешнл | Ґрунт    | Себастьян Прієто | Маріуш Фирстенберг Марцін Матковський | 6–7(7–9), 4–6           |
| Поразка   | 15–15 | Кві 2006 | Estoril Open, Португалія         | Серія Інтернешнл | Ґрунт    | Леош Фридль      | Лукаш Длоуги Павел Візнер             | 3–6, 1–6                |
| Поразка   | 15–16 | Лип 2006 | Амерсфорт, Нідерланди            | Серія Інтернешнл | Ґрунт    | Крістофер Кас    | Альберто Мартін Фернандо Вісенте      | 4–6, 3–6                |
| Поразка   | 15–17 | Лип 2008 | Кіцбюель, Австрія                | Інтернешнл Ґолд  | Ґрунт    | Олів'є Рохус     | Джеймс Серретані Віктор Генеску       | 3–6, 5–7                |
| Поразка   | 15–18 | Лют 2009 | Brasil Open, Бразилія            | Серія 250        | Ґрунт    | Хуан Монако      | Марсель Гранольєрс Томмі Робредо      | 4–6, 5–7                |

## Фінали ATP Челленджер і ITF Ф'ючерс

### Одиночний розряд: 5 (2–3)
| Легенда              |
| -------------------- |
| ATP Челленджер (2–3) |
| ITF Ф'ючерс (0–0)    |

| Фінали за покриттям |
| ------------------- |
| Тверде (0–0)        |
| Ґрунт (2–3)         |
| Трава (0–0)         |
| Килим (0–0)         |

| Результат | В-П | Дата     | Турнір                      | Рівень     | Покриття | Суперник                 | Рахунок       |
| --------- | --- | -------- | --------------------------- | ---------- | -------- | ------------------------ | ------------- |
| Поразка   | 0–1 | Сер 1996 | Мерано, Італія              | Челленджер | Ґрунт    | Хуан-Альберт Вілока-Пуїг | 6–7, 4–6      |
| Перемога  | 1–1 | Сер 1997 | Мерано, Італія              | Челленджер | Ґрунт    | Вінченцо Сантопадре      | 6–1, 6–4      |
| Перемога  | 2–1 | Вер 1997 | Сан-Паулу, Бразилія         | Челленджер | Ґрунт    | Фернандо Мелігені        | 6–4, 1–0 ret. |
| Поразка   | 2–2 | Кві 1998 | Пейджет, Бермудські Острови | Челленджер | Ґрунт    | Ернан Гумі               | 6–7, 6–4, 2–6 |
| Поразка   | 2–3 | Чер 1998 | Брауншвейг, Німеччина       | Челленджер | Ґрунт    | Франко Скілларі          | 2–6, 6–4, 1–6 |

### Парний розряд: 28 (20–8)
| Легенда               |
| --------------------- |
| ATP Челленджер (19–7) |
| ITF Ф'ючерс (1–1)     |

| Фінали за покриттям |
| ------------------- |
| Тверде (1–1)        |
| Ґрунт (19–7)        |
| Трава (0–0)         |
| Килим (0–0)         |

| Результат | В-П  | Дата     | Турнір                      | Рівень     | Покриття | Партнер           | Суперники                                         | Рахунок               |
| --------- | ---- | -------- | --------------------------- | ---------- | -------- | ----------------- | ------------------------------------------------- | --------------------- |
| Перемога  | 1–0  | Січ 1994 | Мар-дель-Плата, Аргентина   | Челленджер | Ґрунт    | Патрісіо Арнольд  | Філіппо Мессорі Федеріко Мордеган                 | 6–4, 7–5              |
| Перемога  | 2–0  | Тра 1994 | Богота, Колумбія            | Челленджер | Ґрунт    | Пабло Кампана     | Даніло Марселіно Нуно Маркес                      | 3–6, 7–6, 7–6         |
| Поразка   | 2–1  | Бер 1995 | Пунта-дель-Есте, Уругвай    | Челленджер | Ґрунт    | Пабло Альбано     | Крістіан Мініуссі Дієго Перес                     | 6–4, 5–7, 1–6         |
| Перемога  | 3–1  | Лип 1995 | Сан-Паулу, Бразилія         | Челленджер | Тверде   | Пабло Альбано     | Отавіу Делла Марселу Саліола                      | 6–2, 4–6, 6–1         |
| Перемога  | 4–1  | Тра 1996 | Любляна, Словенія           | Челленджер | Ґрунт    | Пабло Альбано     | Рікард Берг Шелбі Кеннон                          | 6–1, 3–6, 6–1         |
| Поразка   | 4–2  | Чер 1996 | Калі (місто), Колумбія      | Челленджер | Ґрунт    | Патрісіо Арнольд  | Бретт Гансен-Дент Т Дж Міддлтон                   | 4–6, 3–6              |
| Перемога  | 5–2  | Лип 1996 | Остенде, Бельгія            | Челленджер | Ґрунт    | Давід Шкох        | Вім Нефс Юрі Соберон                              | 7–6, 6–1              |
| Поразка   | 5–3  | Кві 1997 | Пейджет, Бермудські Острови | Челленджер | Ґрунт    | Даніель Оршанік   | Марк Ноулз (тенісист) Хав'єр Франа                | 3–6, 7–6, 3–6         |
| Перемога  | 6–3  | Тра 1997 | Любляна, Словенія           | Челленджер | Ґрунт    | Даніель Оршанік   | Давід Шкох Фернон Віб'єр                          | 6–0, 6–4              |
| Перемога  | 7–3  | Сер 1997 | Ґрац, Австрія               | Челленджер | Ґрунт    | Том Ванхудт       | Альберто Мартін Альберт Портас                    | 6–1, 6–2              |
| Перемога  | 8–3  | Жов 1997 | Сантьяго, Чилі              | Челленджер | Ґрунт    | Жайме Онсінс      | Дієго дель Ріо Маріано Пуерта                     | 6–2, 6–2              |
| Перемога  | 9–3  | Лис 1997 | Palmar, Пуерто-Рико         | Челленджер | Ґрунт    | Даніель Оршанік   | Маріано Худ Себастьян Прієто                      | 7–5, 3–6, 6–3         |
| Перемога  | 10–3 | Лют 1999 | Пунта-дель-Есте, Уругвай    | Челленджер | Ґрунт    | Марсело Філіппіні | Пауло Карвальйо Гонсало Родрігес                  | 6–1, 6–4              |
| Поразка   | 10–4 | Бер 1999 | Салінас, Еквадор            | Челленджер | Тверде   | Даніель Оршанік   | Маріано Худ Себастьян Прієто                      | 2–6, 6–7              |
| Перемога  | 11–4 | Лис 2000 | Монтевідео, Уругвай         | Челленджер | Ґрунт    | Гастон Етліс      | Жоан Бальсельс Херман Пуентес                     | 6–4, 6–4              |
| Перемога  | 12–4 | Лис 2000 | Буенос-Айрес, Аргентина     | Челленджер | Ґрунт    | Пабло Альбано     | Серхіо Ройтман Андрес Шнейтер                     | 6–3, 4–6, 6–2         |
| Перемога  | 13–4 | Тра 2003 | Загреб, Хорватія            | Челленджер | Ґрунт    | Маріано Худ       | Сімон Аспелін Тодд Перрі                          | 6–1, 6–3              |
| Перемога  | 14–4 | Лип 2003 | Кошиці, Словаччина          | Челленджер | Ґрунт    | Маріано Худ       | Рубен Рамірес Ідальго Сальвадор Наварро           | 2–1 ret.              |
| Перемога  | 15–4 | Вер 2004 | Щецин, Польща               | Челленджер | Ґрунт    | Маріано Худ       | Оскар Ернандес Альберто Мартін                    | 6–0, 6–4              |
| Поразка   | 15–5 | Вер 2005 | Аргентина F12, Буенос-Айрес | Ф'ючерс    | Ґрунт    | Дієґо Крістін     | Еміліано Масса Леонардо Маєр                      | 6–7(4–7), 3–6         |
| Поразка   | 15–6 | Жов 2005 | Сантьяго, Чилі              | Челленджер | Ґрунт    | Джованні Лапентті | Даніель Коллерер Олівер Марах                     | 4–6, 3–6              |
| Перемога  | 16–6 | Лис 2005 | Буенос-Айрес, Аргентина     | Челленджер | Ґрунт    | Себастьян Прієто  | Рубен Рамірес Ідальго Сантьяго Вентура Бертомеу   | 6–0, 6–4              |
| Перемога  | 17–6 | Лип 2006 | Б'єлла, Італія              | Челленджер | Ґрунт    | Агустін Кальєрі   | Хуан Мартін дель Потро Мартін Вассальйо Аргуельйо | 7–6(7–5), 6–2         |
| Перемога  | 18–6 | Жов 2007 | Аргентина F18, Танділь      | Ф'ючерс    | Ґрунт    | Ліонель Новіскі   | Максімо Гонсалес Дієго Хункейра                   | 6–3, 6–2              |
| Перемога  | 19–6 | Лип 2009 | Схевенінген, Нідерланди     | Челленджер | Ґрунт    | Максімо Гонсалес  | Томас Схорель Нік ван дер Мер                     | 7–5, 6–2              |
| Перемога  | 20–6 | Сер 2009 | Сан-Марино, Сан-Марино      | Челленджер | Ґрунт    | Себастьян Прієто  | Юган Брунстрем Жан-Жульєн Роєр                    | 7–6(7–4), 2–6, [10–7] |
| Поразка   | 20–7 | Жов 2009 | Буенос-Айрес, Аргентина     | Челленджер | Ґрунт    | Максімо Гонсалес  | Бріан Дабуль Серхіо Ройтман                       | 7–6(7–4), 0–6, [8–10] |
| Поразка   | 20–8 | Лис 2015 | Буенос-Айрес, Аргентина     | Челленджер | Ґрунт    | Гвідо Андреоцці   | Орасіо Себальйос Хуліо Перальта                   | 2–6, 5–7              |

## Досягнення
| W | Ф | ПФ | ЧФ | #Р | КТ | К# | DNQ | A | NH |

### Одиночний розряд
| Турніри Великого шлему                 |     |     |     |     |     |     |       |     |     |
| Відкритий чемпіонат Австралії з тенісу |     |     |     |     | 1р  | 1р  | 0 / 2 | 0–2 | 0%  |
| Відкритий чемпіонат Франції з тенісу   |     |     |     | К1р | 2р  | К3р | 0 / 1 | 1–1 | 50% |
| Вімблдонський турнір                   |     |     |     |     | 1р  |     | 0 / 1 | 0–1 | 0%  |
| Відкритий чемпіонат США з тенісу       |     |     |     |     | 3р  |     | 0 / 1 | 2–1 | 67% |
| В-П                                    | 0–0 | 0–0 | 0–0 | 0–0 | 3–4 | 0–1 | 0 / 5 | 3–5 | 38% |
| Тур ATP Мастерс 1000                   |     |     |     |     |     |     |       |     |     |
| Indian Wells Open                      |     |     |     | К1р | К1р |     | 0 / 0 | 0–0 | –   |
| Відкритий чемпіонат Маямі з тенісу     | К1р |     |     | 2р  | 2р  |     | 0 / 2 | 1–2 | 33% |
| Гамбург                                |     |     |     |     | К1р |     | 0 / 0 | 0–0 | –   |
| Мастерс Рим                            |     |     |     |     | 1р  |     | 0 / 1 | 0–1 | 0%  |
| Штутгарт                               |     |     |     | К1р | К1р |     | 0 / 0 | 0–0 | –   |
| В-П                                    | 0–0 | 0–0 | 0–0 | 0–1 | 1–2 | 0–0 | 0 / 3 | 1–3 | 25% |

### Парний розряд
| Турніри Великого шлему                 |              |              |              |              |              |              |              |              |              |              |              |              |              |              |              |        |       |     |
| Відкритий чемпіонат Австралії з тенісу |              | 1р           | 3р           |              | 2р           | 3р           | 1р           | 1р           |              |              |              | 3р           | 3р           | 2р           |              | 0 / 9  | 10–9  | 53% |
| Відкритий чемпіонат Франції з тенісу   | ПФ           | 1р           | 1р           | 2р           | ЧФ           | 3р           | ЧФ           | 1р           | 3р           | 1р           |              | 3р           | 1р           |              | 1р           | 0 / 13 | 17–13 | 57% |
| Вімблдонський турнір                   |              |              |              | 1р           | 3р           | 1р           | 1р           | 2р           | 1р           | 1р           |              | 2р           | 1р           |              |              | 0 / 9  | 4–9   | 31% |
| Відкритий чемпіонат США з тенісу       |              | 2р           |              | 2р           | 2р           | 1р           | 3р           | 2р           | 1р           | 1р           |              | 2р           | 1р           |              | 1р           | 0 / 11 | 7–11  | 39% |
| В-П                                    | 4–1          | 1–3          | 2–2          | 2–3          | 7–4          | 4–4          | 5–4          | 2–4          | 2–3          | 0–3          | 0–0          | 6–4          | 2–4          | 1–1          | 0–2          | 0 / 42 | 38–42 | 48% |
| Тур ATP Мастерс 1000                   |              |              |              |              |              |              |              |              |              |              |              |              |              |              |              |        |       |     |
| Indian Wells Open                      | К1р          | 1р           |              |              | 2р           | 2р           | 1р           | 1р           | 1р           |              |              |              |              |              |              | 0 / 6  | 2–6   | 25% |
| Відкритий чемпіонат Маямі з тенісу     | 2р           | ЧФ           |              |              | 2р           | 3р           | 1р           | 1р           | 2р           |              |              |              | 1р           |              |              | 0 / 8  | 6–8   | 43% |
| Мастерс Монте-Карло                    |              |              |              | 2р           | 1р           | 2р           | 1р           | 1р           | 1р           |              |              |              | 1р           |              |              | 0 / 7  | 2–7   | 22% |
| Мастерс Рим                            |              | 1р           |              | 1р           | ПФ           | 2р           |              | 1р           | 1р           |              |              |              |              |              |              | 0 / 6  | 4–6   | 40% |
| Гамбург                                |              | ЧФ           |              | ЧФ           | 1р           | 1р           |              | 1р           | 1р           |              |              |              | NMS          | NMS          | NMS          | 0 / 6  | 4–6   | 40% |
| Мастерс Цинциннаті                     |              |              |              |              | 1р           | 1р           |              |              |              |              |              |              |              |              |              | 0 / 2  | 0–2   | 0%  |
| Штутгарт                               | 2р           | 2р           |              | К2р          | 2р           | Не проводили | Не проводили | Не проводили | Не проводили | Не проводили | Не проводили | Не проводили | Не проводили | Не проводили | Не проводили | 0 / 3  | 3–3   | 50% |
| Мастерс Мадрид                         | Не проводили | Не проводили | Не проводили | Не проводили | Не проводили | 1р           | 2р           |              |              |              |              |              |              |              |              | 0 / 2  | 1–2   | 33% |
| Мастерс Париж                          |              |              |              |              | 2р           | 1р           | 1р           |              |              |              |              | 2р           |              |              |              | 0 / 4  | 2–4   | 33% |
| В-П                                    | 2–2          | 5–5          | 0–0          | 3–3          | 6–8          | 5–8          | 1–5          | 0–5          | 1–5          | 0–0          | 0–0          | 1–1          | 0–2          | 0–0          | 0–0          | 0 / 44 | 24–44 | 35% |

### Мікст
| Турніри Великого шлему                 |     |     |     |     |     |     |     |     |     |     |     |     |     |        |      |     |
| Відкритий чемпіонат Австралії з тенісу |     | 1р  |     |     | 1р  | 2р  | 1р  | 2р  |     |     |     |     |     | 0 / 5  | 2–5  | 29% |
| Відкритий чемпіонат Франції з тенісу   | 2р  |     |     | 1р  |     | 1р  |     | ЧФ  | 1р  |     |     |     |     | 0 / 5  | 3–5  | 38% |
| Вімблдонський турнір                   |     |     |     | 1р  | 2р  | 1р  | 1р  | 2р  | 2р  | 1р  |     |     | 2р  | 0 / 8  | 3–8  | 27% |
| Відкритий чемпіонат США з тенісу       |     |     |     | 1р  | 2р  |     |     |     |     |     |     |     |     | 0 / 2  | 1–2  | 33% |
| В-П                                    | 1–1 | 0–1 | 0–0 | 0–3 | 2–3 | 1–3 | 0–2 | 3–3 | 1–2 | 0–1 | 0–0 | 0–0 | 1–1 | 0 / 20 | 9–20 | 31% |